# Brasilzwergkauz

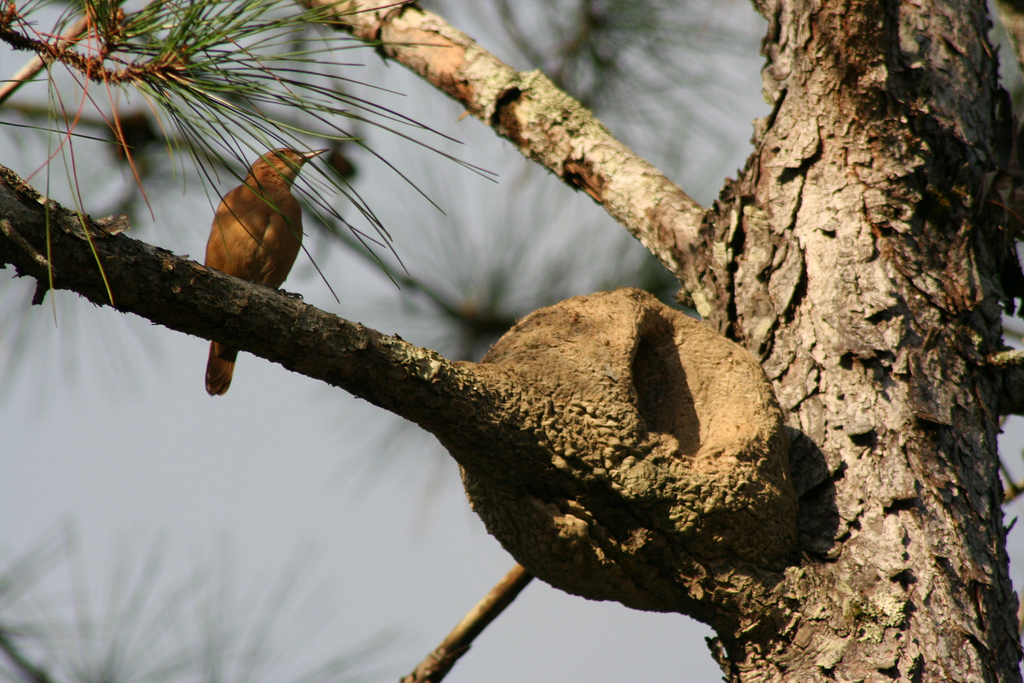
Lehmnest des Rosttöpfers. Die Nester werden unter anderem vom Brasilzwergkauz genutzt

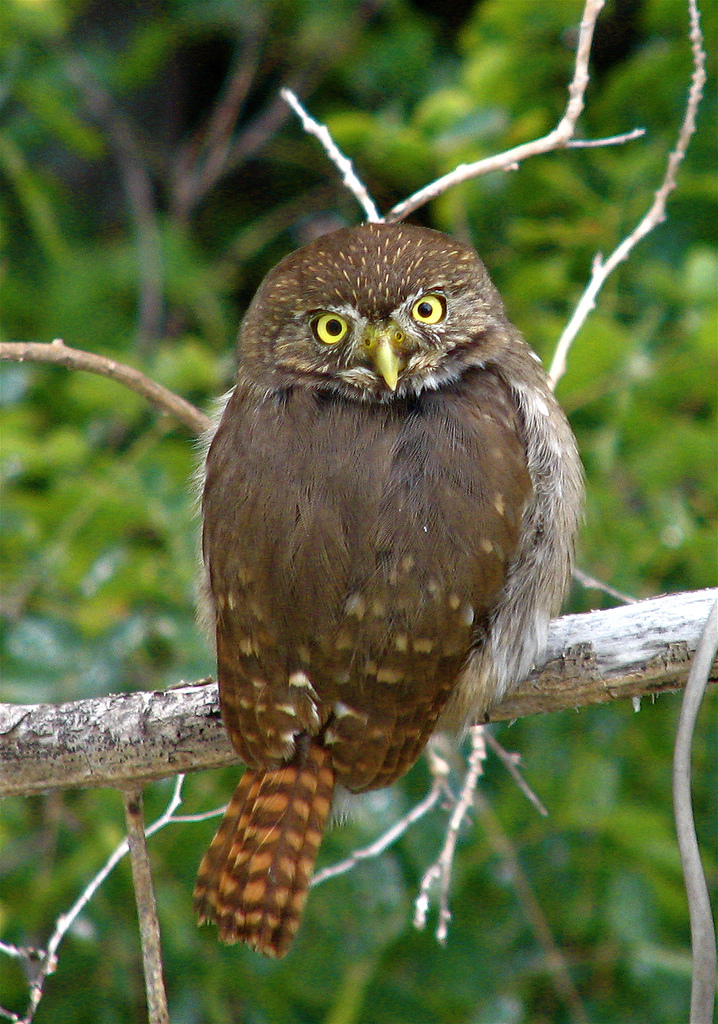
Brasilzwergkauz, Mexico

Der Brasilzwergkauz (Glaucidium brasilianum), auch unter weiteren Namen bekannt, darunter Strichelkauz, Brasilianischer Sperlingskauz, Brasil-Sperlingskauz, Brasilien-Sperlingskauz oder Südamerikanischer Sperlingskauz,  ist eine kleine Eulenart aus der Gattung der Sperlingskäuze. Er kommt vom Süden der Vereinigten Staaten über Zentralamerika bis Südamerika vor. Es werden mehrere Unterarten unterschieden. Zu den bekannteren Unterarten zählt der Ridgway-Sperlingskauz (Glaucidium brasilianum ridgwayi), der in den Vereinigten Staaten zu den sehr seltenen Vogelarten zählt und zeitweilig durch den Endangered Species Act unter besonderem Schutz stand.

## Erscheinungsbild
Der Brasilzwergkauz erreicht eine Körpergröße von etwa 17 bis 20 Zentimetern und ist damit eine verhältnismäßig große Sperlingskauzart. Federohren fehlen. Die Gefiederfärbung ist sehr variabel. Es kommen sowohl graue, braune als auch rötlichbraune Farbmorphen vor. Die Art ist deswegen nicht immer einfach von anderen Sperlingskauz-Arten zu unterscheiden, die im selben Verbreitungsgebiet vorkommen. Charakteristisch für den Brasilzwergkauz sind feine helle Längsstreifen auf der Stirn und dem Oberkopf. Die Körperoberseite kann sowohl einfarbig sein als auch unregelmäßige Flecken aufweisen. Die Körperunterseite ist weißlich bis gelblich braun mit auffallenden länglichen Streifen.
Verwechslungsmöglichkeiten bestehen unter anderem mit dem Kleinstzwergkauz, dem Amazonaszwergkauz und dem Parkerzwergkauz, die aber alle etwas kleiner sind. Der Chaco-Sperlingskauz ist ebenfalls kleiner und bewohnt trockenere Habitate als der Brasilzwergkauz. Bei dem Andenzwergkauz und dem Bolivienzwergkauz weist der Oberkopf eher Flecken als Längsstreifen auf. Der Australzwergkauz hat einen Schwanz mit dünnen Querstreifen, was bei dem Brasilzwergkauz fehlt.

## Verbreitungsgebiet und Lebensraum
Das Verbreitungsgebiet des Brasilzwergkauz ist ausgesprochen groß. Er kommt östlich der Anden in einem sehr großen Teil des südamerikanischen Kontinents vor. Im Einzelnen reicht das Verbreitungsgebiet vom Osten Kolumbiens, Venezuelas, Ostecuador, den beiden Guayanas und dem Norden Brasiliens bis in den Osten Boliviens, Paraguays, den Nordosten und der Mitte Argentiniens und Uruguay. In Nordamerika liegen die nördlichsten Vorkommen im Süden der USA.
Er ist ein Standvogel. Lediglich Jungeulen zeigen eine Dispersionsbewegung. Der Lebensraum sind tropische und subtropische Primär- und Sekundärwälder. Er besiedelt bevorzugt Waldlichtungen und -ränder, baumbestandenes Weideland, Wäldchen entlang von Flüssen. Er hat sich auch menschlichen Siedlungsraum als Lebensraum erschlossen und kommt unter anderem in Parks und großen Gärten vor.

## Lebensweise
Der Brasilzwergkauz ist teils tagaktiv. Er kann gelegentlich auf exponierten Warten auch während des Tages beobachtet werden. Häufig hassen auf ihn Kleinvögel. Seinen Aktivitätshöhepunkt hat er in der Dämmerung. Sein Nahrungsspektrum besteht aus Insekten, Kleinvögeln und anderen kleinen Wirbeltieren wie beispielsweise Mäusen.
Er ist fast ganzjährig ein territorialer Vogel. Seine Reviergrenzen zeigt er vor allem im südamerikanischen Spätwinter (Mitte August und September) sowie im Herbst (April) durch laute Rufe an. Als Nistgelegenheit nutzt er überwiegend aufgegebene Spechthöhlen in Bäumen. Er brütet aber auch in den alten Nestern des Rosttöpfers, in Termitennestern, in Löchern der Kakteenart Carnegiea gigantea und in aufgegebenen Bauen von Säugetieren in Lehmwänden. Das Gelege besteht aus drei bis fünf weißen Eiern. Der Legeabstand beträgt in der Regel zwei Tage. Es brütet allein das Weibchen. Brutbeginn ist die Ablage des letzten Eis. Die Brutzeit dauert zwischen 24 und 27 Tagen.

## Unterarten
Es sind folgende Unterarten bekannt:
- Glaucidium brasilianum cactorum Van Rossem, 1937 kommt vom südlichen Arizona über Sonora bis ins nördliche Nayarit vor.
- Glaucidium brasilianum intermedium Phillips, AR, 1966 ist vom südlichen Nayarit bis Oaxaca verbreitet.
- Glaucidium brasilianum ridgwayi Sharpe, 1875 kommt vom südlichen Texas bis ins westliche Panama vor.
- Glaucidium brasilianum medianum Todd, 1916	ist im nördlichen Kolumbien verbreitet.
- Glaucidium brasilianum margaritae Phelps, WH & Phelps, WH Jr, 1951 ist auf der Isla Margarita verbreitet.
- Glaucidium brasilianum phaloenoides (Daudin, 1800) kommt im nördlichen, ostlichen Venezuela, auf Trinidad und in den Guyanas vor.
- Glaucidium brasilianum duidae Chapman, 1929 kommt am kommt am Berg Duida vor.
- Glaucidium brasilianum olivaceum Chapman, 1939 ist am Auyan-Tepui verbreitet.
- Glaucidium brasilianum ucayalae Chapman, 1929 kommt im Amazonas-Gebiet vor.
- Glaucidium brasilianum brasilianum (Gmelin, JF, 1788) ist vom östlichen Brasilien bis ins nordöstliche Argentinien verbreitet.
- Glaucidium brasilianum pallens Brodkorb, 1938 kommt im östlichen Bolivien, dem westlichen Paraguay und dem nördlichen Argentinien vor.
- Glaucidium brasilianum stranecki König, C & Wink, 1995	ist in Zentralargentinien bis ins südliche Uruguay verbreitet.
- Glaucidium brasilianum tucumanum Chapman, 1922	kommt im westlichen Argentinien vor.

## Belege

### Einzelbelege
1. ↑  König et al., S. 415
2. ↑  These Bird Nests Make Your Vacation House Look Like a Hole in the Ground. In: thoughtco.com. 20. November 2019, abgerufen am 30. Dezember 2023 (englisch).
3. ↑  König et al., S. 417
4. ↑  IOC World bird list Owls